# Saul Bron
Saul Bron, Саул Григорьевич Брон, Shoil Gershkovich (ur. 13 stycznia?/25 stycznia 1887 w Odessie, zm. 21 kwietnia 1938 w Moskwie) – radziecki działacz gospodarczy, prezes radzieckich spółek handlowych Amtorg w Nowym Jorku (1928–1930) oraz Arcos w Londynie (1930–1931).

## Życiorys
Urodził się w rodzinie żydowskiej. Ukończył gimnazjum w Odessie i rozpoczął studia wyższe w Kijowskim Instytucie Handlowym (ros. Киевский коммерческий институт, ukr. Київський комерційний інститут). W 1907 uzyskał doktorat z ekonomii na Uniwersytecie w Zurychu. Brał udział w rozwoju żydowskich kolonii rolniczych w guberni chersońskiej i uczył w żydowskiej szkole rolniczej w Nowopołtawce.
W 1921 Bron został członkiem Centralnego Komitetu Wykonawczego Ukrainy. W latach 1921–1923 pełnił funkcję komisarza ds. handlu zagranicznego Ukraińskiej SRR i przedstawiciela Ludowego Komisariatu Handlu i Przemysłu RSFSR przy Radzie Komisarzy Ludowych Ukrainy; był także członkiem Kolegium Ludowego Komisariatu Spraw Zagranicznych Ukrainy.
Po utworzeniu w 1922 ZSRR, Bron pracował w Radzie Najwyższej Radzie Gospodarki Narodowej RSFSR (Высший Совет Народного Хозяйства). W 1924 rozpoczął pracę w resorcie Ludowego Komisariatu Handlu i Przemysłu RSFSR i został mianowany dyrektorem Rosyjskiego Banku Handlu Zagranicznego Roskombank, późniejszego Wniesztorgbanku ZSRR. W latach 1925–1926 kierował radziecką centralą eksportu zboża Eksportchleb (Экспортхлеб).
W 1926 Bron rozpoczął pracę w Ludowym Komisariacie Handlu Zagranicznego ZSRR, a w 1927 został mianowany prezesem radzieckiej firmy handlowej Amtorg w Nowym Jorku (1928–1930). Przed ustanowieniem w 1933 stosunków dyplomatycznych między USA i ZSRR Amtorg, formalnie jako prywatna korporacja, de facto pełnił funkcję quasi-ambasady ZSRR. Bron podpisał m.in. dwie umowy z General Electric, które stały się kluczowym elementem realizacji planu elektryfikacji Związku Radzieckiego GOELRO, umowę z Ford Motor Company budowy pierwszej radzieckiej fabryki samochodów GAZ w pobliżu Niżnego Nowogrodu, kontrakt z biurem projektów budownictwa przemysłowego z Detroit, Alberta Kahna, na zaprojektowanie pierwszej radzieckiej fabryki ciągników w Stalingradzie, oraz nadzoru architektonicznego całego budownictwa przemysłowego w Związku Radzieckim. W latach 1929–1932 firma Kahn przeszkoliła ponad 4000 radzieckich architektów i inżynierów i zaprojektowała ponad 500 zakładów i fabryk, w tym Zakłady Produkcji Traktorów w Czelabińsku i Uralmasz w Swierdłowsku.
Pomoc techniczną ZSRR zapewniły też firmy Hugh L. Cooper (budowa zapory DnieproGES), Arthur G. McKee (projekt i budowa Zakładów Metalurgicznych w Magnitogorsku), Freyn Engineering (Zakładów Metalurgicznych w Nowokuźniecku), DuPont de Nemours, Radio Corporation of America i ponad sto innych firm.
W 1930 Bron został przeniesiony do Londynu, gdzie został prezesem radzieckiej firmy handlowej Arcos i szefem przedstawicielstwa handlowego ZSRR w Wielkiej Brytanii.
20 września 1931 z inicjatywy Stalina, Biuro Polityczne Wszechzwiązkowej Komunistycznej Partii (bolszewików) nakazało Bronowi powrót do ZSRR. Pozostał członkiem Kolegium Komisariatu Handlu Zagranicznego, a w 1933 został prezesem Wszechzwiązkowej Izby Handlowej ZSRR (Всесоюзная торговая палата), zaś w 1935 zastępcą szefa państwowej agencji wydawniczej OGIZ (ОГИЗ) w Moskwie.
25 października 1937 Bron został aresztowany i fałszywie oskarżony o członkostwo w antyradzieckiej organizacji terrorystycznej, przygotowania, wraz z Michaiłem Tomskim, aktu terrorystycznego przeciwko Stalinowi, i bycie agentem brytyjskiego wywiadu. 21 kwietnia 1938 został skazany na śmierć przez Kolegium Wojskowe Sądu Najwyższego ZSRR, i tego samego dnia stracony. Bron został pochowany w masowym grobie w Kommunarce pod Moskwą. W dniu 25 kwietnia 1956 został przez Wojskowe Kolegium Sądu Najwyższego ZSRR pośmiertnie zrehabilitowany.